# شبه جزيرة نياغارا
شبه جزيرة نياجارا هي جزء من إقليم جنوب أونتاريو، كندا. تقع شبه الجزيرة بين الشاطئ الجنوبي لبحيرة أونتاريو والشاطئ الشمالي لبحيرة إيري. وهي تمتد من الشرق عند نهر نياجارا وحتي الغرب عند مدينة هاميلتون الموجودة في إقليم أونتاريو. يصل عدد سكان شبه الجزيرة إلى 1,000,000 نسمًة تقريبًا. ويُطلق علي المنطقة التي تحد مباشرة كلًا من نهر نياجارا وبحيرة إيري في الولايات المتحدة اسم حدود نيجارا. بحكم موقعها في منطقة غرب ولاية نيويورك، تُشكل هذه المنطقة جزء داخل إقليم بفالو نيجارا.

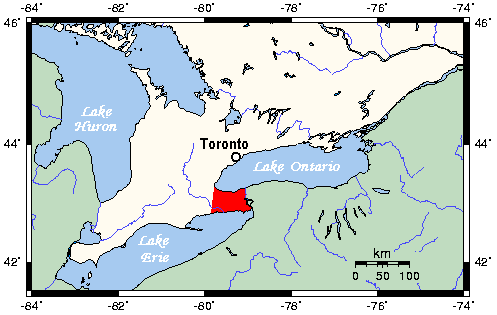
شبه جزيرة نياغارا